# Завалска планина
Завалска планина је планина у Западној Бугарској. Смештена је у Перничкој области и простире се од северозапада ка југоистоку у дужини од 20 километара, док јој је ширина 4—5 километара. На североистоку је Јарославском котлином спојена са планином Вискјар, а на југозападу се налази Брезничка котлина и у њој град Брезник. На југозападу је долина реке Јабланице одваја од планина Јездимирске и Страже.

## Топографска карта
- Топографска карта K-34-46. Размера: 1 : 100 000.